# Carlos Mota Pinto
Carlos Alberto da Mota Pinto (ur. 25 lipca 1936 w Pombal, zm. 7 maja 1985 w Coimbrze) – portugalski polityk, prawnik i nauczyciel akademicki, współzałożyciel Partii Socjaldemokratycznej, parlamentarzysta, wicepremier i minister, od 1978 do 1979 premier Portugalii.

## Życiorys
Ukończył w 1958 studia prawnicze na Uniwersytecie w Coimbrze, pracował na tej uczelni. Kształcił się również na Uniwersytecie Genewskim. Doktoryzował się w Coimbrze w 1972. Był później profesorem na Universidade Católica Portuguesa, a także wykładowcą uczelni zagranicznych.
Po rewolucji goździków z 1974 był jednym z założycieli Ludowej Partii Demokratycznej, przekształconej później w Partię Socjaldemokratyczną. Od 1975 był posłem do konstytuanty i następnie Zgromadzenia Republiki. Przez pewien czas kierował frakcją poselską partii, ustąpił po sporach wewnątrz ugrupowania. Od lipca 1976 do grudnia 1977 sprawował urząd ministra handlu i turystyki w rządzie Mária Soaresa. W październiku 1978 objął urząd premiera Portugalii, który sprawował do sierpnia 1979.
Pozostał aktywnym politykiem. Od czerwca 1983 do lutego 1985 był wicepremierem i ministrem obrony narodowej w kolejnym gabinecie Mária Soaresa. W 1983 został wiceprzewodniczącym PSD, a od 1984 do 1985 stał na czele tego ugrupowania.

## Życie prywatne
Był żonaty z Marią Fernandą Cardoso Correią, z którą miał trzech synów Paula (ur. 1966), Nuna (ur. 1970) i Alexandre’a (ur. 1971).